# Legatus
Legatus è un termine latino attribuito a membri dell'ordine senatorio che designava ruoli di comando in ambito del governo e dell'esercito romano.

## Etimologia
L'accezione originaria del termine legatus, participio perfetto del verbo legare, è quella di "delegato, incaricato da un superiore a rappresentarlo".

## Ruoli
In età repubblicana il legatus era il comandante in seconda dopo il console, i legati furono posti al comando delle legioni in sostituzione dei consoli con Giulio Cesare.
Gli uomini che potevano attendere alla carica di legato appartenevano alla classe senatoria.
Vi erano sostanzialmente tre legati:
- Legatus pro praetore che faceva le veci del console romano in absentia e a cui spettava il comando di una o due legioni in epoca repubblicana (a partire dal 67 a.C.).[1]
- Legatus legionis un ex pretore comandante di una legione, in province imperiali con più di una legione (tranne l'Egitto e la Mesopotamia).
- Legatus Augusti pro praetore un ex console o un ex pretore cui era dato il governo di una provincia romana.

Anche durante l'impero il legatus Augusti pro praetore era il governatore di provincia imperiale presidiata da almeno una legione (da 1 a 3).
L'imperatore Gallieno smise il reclutamento dei "legati" dalla classe senatoria e furono creati nuovi funzionari come i correctores, duces, comites e altri con compiti analoghi ai vari livelli cui potevano accedere i vecchi legati.
In un'altra accezione, il termine legatus designava l'ambasciatore, messaggero privo di poteri militari ma latore di messaggi, risposte o proposte di trattativa tra eserciti o governanti, e in quanto tale dotato della stessa inviolabilità che contraddistingueva ad esempio il tribunus plebis.